# 長谷寺 (東京都港区)
長谷寺（ちょうこくじ）は、東京都港区西麻布二丁目にある曹洞宗の永平寺東京別院。山号は補陀山（ほださん）。本尊は釈迦牟尼佛。また、観音堂には十一面観世音菩薩（通称、麻布大観音）が奉安され、江戸三十三観音札所の第22番札所でもある。
禅の修行道場として僧堂がある。

## 歴史

### 起源
現在地は下渋谷村に属して渋谷ヶ原と呼ばれ、奈良の長谷寺と同一の木材で造られたと伝えられる観音像を祀った宇堂があった。山口重政が天正19年（1591年）徳川家康に招聘され江戸に上った際、渋谷ヶ原に下屋敷を拝領し、慶長3年（1598年）、この渋谷ヶ原観音堂を基に補陀山長谷寺を創建し、菩提寺とした。開山は家康と親交があり、泉岳寺の開山でもある門庵宗関であった。
その後、下野国大中寺末寺で天正12年（1584年）より溜池にあった普陀山瀧雲院と合寺し、寺格を高めた。

### 江戸時代
現在は高樹町交差点方面が正面口だが、江戸時代には西麻布交差点方面へ東に延びる道が表参道であった。突き当たった通り沿いには天和元年（1681年）門前町（渋谷長谷寺門前）が起立し、その向かい側に渋谷川の支流笄川が流れ、川の両側には原宿村字五反田の田地が広がっていた。現在笄川は暗渠となっている。
寺の裏手、現在の根津美術館には日向国高鍋藩秋月家下屋敷があり、屋敷内の池から境内の脇を通って笄川に至る支流が存在した。
寺の南側には広大な河内国丹南藩高木家屋敷や組屋敷が存在し、件の山口家下屋敷は高木家屋敷の南にあった。宝永6年（1709年）、現在の高樹町センタービル付近に渋谷御掃除町が成立したが、大部分は武家地であった。

### 近代
明治になると、渋谷長谷寺門前・渋谷御掃除町・周辺の組屋敷と共に麻布区笄町に編入され、渋谷ではなく麻布地域に属することとなった。しかし、現在の参道付近は赤坂区青山高樹町に属し、高樹町側に正面口が設けられると、寺も高樹町と認識されることも多くなった。
昭和20年（1945年）東京大空襲により本尊・寺もろとも焼失したが、昭和52年（1977年）再興された。

## 伽藍
- 法堂
- 受処
- 会館
- 観音堂 - 十一面観世音菩薩立像を奉安する
  - 十一面観世音菩薩立像 - 木造、高さ約10メートル。彫刻家・仏師大内青圃の作。正徳6年作の2丈6尺に及ぶ大観音像が空襲で消失し、昭和52年（1977年）に再作された。滋賀県長浜市石道寺の千手十一面観音を参考に、福岡県大川市の樹齢600年以上の楠を用いられた。顔は香淳皇后がモデルといわれる。
- 僧堂

## 有名人の墓
- 阿久悠
- 坂本九
- 花井お梅
- 井上馨
- 榎本健一
- 黒田清綱
- 黒田清輝
- 沖雅也
- 山屋他人 改葬
- 盛田昭夫
- 小野寺信
- 霧島昇
- 松原操
- 朝潮太郎 (3代)
- 加藤土師萌
- 和田彦次郎
- 出羽湊
- 山田為暄
- 寺原長輝
- 杉田定一
- 金丸重嶺
- 富崎春昇
- 吉野周太郎
- 波多野敬直
- 西郷近光
- 野呂栄太郎
- 伊澤蘭軒
- 立川勇次郎
- 丹羽氏中を始めとした三草藩主の墓を合祀。
- 河島醇
- 金澤庄三郎
- 橋本綱常
- 舩坂弘
- 徳間康快
- 渡辺みどり

## 交通アクセス
- 東京メトロ半蔵門線・千代田線・銀座線表参道駅、日比谷線広尾駅、日比谷線・大江戸線六本木駅から各徒歩15～20分。

## 関連文献
- 斎藤長秋 編「巻之三 天璣之部 渋谷長谷寺」『江戸名所図会』 2巻、有朋堂書店〈有朋堂文庫〉、1927年、163,165,166-167頁。NDLJP:1174144/86。